# Acéstor
Acéstor (en griego antiguo: Ἀκέστωρ) de Argos, fue un escultor griego probablemente activo a finales del siglo IV o principios del III a. C.
Nació en Cnosos, o al menos ejerció allí su profesión durante algún tiempo. Tuvo un hijo llamado Anfión,que también era escultor y había estudiado con Ptólico de Córcira por lo que Acéstor debió de ser contemporáneo de este último, cuyo floruit fue hacia la 82.º Olimpiada (452 a. C.) 
Lo menciona Pausanias como autor de una estatua de Alexibio, natural de Herea, polis de Arcadia, que había ganado el pentatlón en los Juegos Olímpicos; según Pausanias la estatua se erigió en el santuario de Zeus en Olimpia. La mención de la estatua por Pausanias se produce en un momento en el que también se habla de estatuas victoriosas que pueden datarse claramente en los siglos siglo V y III a. C. Una inscripción del santuario de Zeus en el monte 
 Liceo de Arcadia registra la victoria de Alexibio en las Liceas celebradas allí en 313 o 303 a. C., por lo que la fecha de la estatua puede acotarse en torno al 300 a. C. Otra obra de Ancéstor conocida es la estatua de Demóstena, que fue donada por sus padres a Trecén, ciudad de Argólida como ofrenda votiva a los dioses Asclepio e Higía. Según una inscripción conservada en la base de la estatua, la realizó junto con el escultor Torón. Esta estatua también fue datada en torno al año 300 a. C.